# Tshochen
Tshochen Dzong, Chinees: Coqên Xian is een arrondissement in de prefectuur Ngari in de Tibetaanse Autonome Regio, China.
Het heeft een oppervlakte van 22.903 km² en in 1999 telde het 11.495 inwoners. De gemiddelde hoogte is 4756 meter. De gemiddelde jaarlijkse temperatuur is -4 °C en jaarlijks valt er gemiddeld 100 mm neerslag.